# Mordellistena fulvicollis
Mordellistena fulvicollis är en skalbaggsart som först beskrevs av Melsheimer 1845.  Mordellistena fulvicollis ingår i släktet Mordellistena och familjen tornbaggar. Inga underarter finns listade i Catalogue of Life.